# Авлов Григорій Олександрович
Григорій Олександрович А́влов (справжнє прізвище — Шперлінг; 25 листопада 1885 —  6 лютого 1960, Ленінград) — російський радянський театральний режисер, театральний діяч і педагог. Заслужений артист РРФСР з 24 січня 1941 року.

## Біографія
Народився 13 [25] листопада 1885 року. Протягом 1921—1922 років очолював Героїчний театр у Харкові, де у 1921 році поставив «Містерію-Буфф» Володимира Маяковського (перша постановка в Україні), «Армія у місті» Жюля Ромена.
Був одним з організаторів художньої самодіяльності в Ленінграді. До німецько-радянської війни організував огляд театрів Ленінградської області, успіх якого, приніс йому звання заслуженого артиста РРФСР.
На початку 1942 року Ленінградське обласне управління у справах мистецтв організувало виїзд обласних театрів та Обласної філармонії в райони тільки що звільнені або ті, що не були зайнятими ворогами, де Григорій Авлов виступав по радіо, у пресі, за що згодом він був нагороджений медаллю «За оборону Ленінграда».
З 1956 року завідував кафедрою мистецтвознавства і художньої самодіяльності Ленінградської вищої школи профруху Всесоюзної центральної ради професійних спілок.
Помер у Ленінграді 6 лютого 1960 року. Похований у Ленінграді на Серафимівському кладовищі.

## Твори
Автор низки книг і статей з питань самодіяльного театру. Серед творів:
- «Как поставить спектакль в деревне» (1926) (рос.);
- «Клубный самодеятельный театр» (1930) (рос.);
- «Театральные агит-проп-бригады в клубе» (1931) (рос.).